# WWF Svizzera
Il WWF Svizzera è un'organizzazione ambientalista nazionale. La storia del WWF ha inizio nel 1961 quando un biologo, un imprenditore e due ornitologi fondarono il WWF Internazionale. Nello stesso anno fu fondato anche il WWF Svizzera.

## Obiettivi
La missione del WWF Svizzera è quella di frenare la perdita della biodiversità e il consumo eccessivo dal momento che abbiamo un solo pianeta per noi e i nostri figli. Pur conservando una buona qualità di vita, l'uomo non deve consumare le risorse biologiche in misura maggiore rispetto alla quantità contemporaneamente rinnovabile sulla terra.  Grazie al calcolatore Footprint  sviluppato dal WWF, ogni persona può calcolare la propria impronta ecologica. Se tutte le persone utilizzassero le stesse risorse impiegate nel 2013 dagli abitanti della Svizzera, sarebbero necessari 2,8 pianeti.
Il WWF Svizzera promuove il passaggio alle energie rinnovabili prodotte con l'acqua, il vento ed il sole ed appoggia lo sviluppo e la vendita di apparecchi a efficienza energetica. La più grave minaccia che incombe attualmente su uomo, flora e fauna è il cambiamento climatico. Come Paese alpino, il riscaldamento climatico ha conseguenze particolarmente devastanti per la Svizzera. Il WWF Svizzera intende quindi ridurre in misura determinante le emissioni di CO2 nel proprio paese.

## Organizzazione
Il WWF Svizzera è una fondazione con sede principale a Zurigo e succursali a Losanna (VD) e Bellinzona (TI). Dispone inoltre di un centro formazione a Berna. 23 sezioni cantonali, strutturate come associazioni indipendenti, sostengono l'attività del WWF Svizzera. Il contributo di circa 250 000 soci e donatori permette il lavoro di circa 200 collaboratori. Per il WWF operano anche oltre 1500 volontari.
Il WWF Svizzera è presieduto da un Consiglio di fondazione composto da nove membri, guidato dal 2003 da Robert Schenker. Dal 2004 Hans Peter Fricker è alla Direzione del WWF Svizzera.

## Attività
Nel 2013 il WWF Svizzera ha operato attivamente a livello mondiale in più 100 progetti per la tutela della natura, divisi circa a metà tra obiettivi internazionali e nazionali. Con una raccolta di donazioni pari a circa 49,7 milioni di franchi (nel 2013), il WWF Svizzera è la più grande organizzazione ambientalista della Svizzera. Il criterio principale per la scelta dei progetti è che ogni franco donato deve essere impiegato là dove può ottenere il massimo effetto. Il WWF Svizzera, seguendo questo criterio, seleziona i progetti sul territorio nazionale e all'estero. Foresta, acqua, clima, Alpi, mari e protezione delle specie sono i temi principali. Al fine di raggiungere i suoi obiettivi, il WWF Svizzera collabora con il mondo politico ed economico, consumatori, bambini, ragazzi e gli interessati alla formazione.